# Bloedbad van Washita

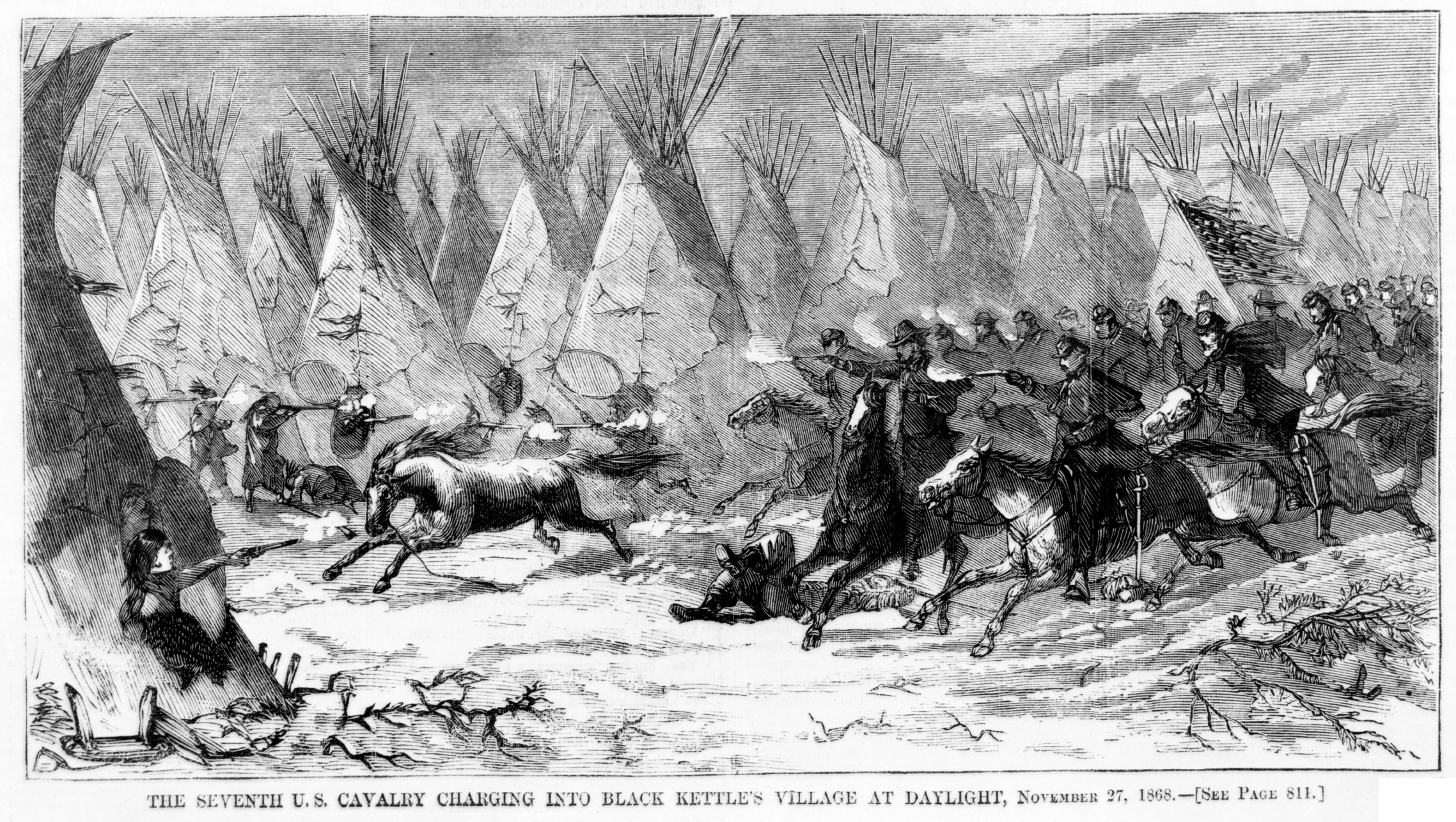
Slag van Washita in Harper's Weekly, 19 december 1868

Het Bloedbad van Washita (Slag bij Washita, Slag bij de Washita rivier) had plaats op 27 november 1868, toen luitenant-kolonel George Armstrong Custers 7th U.S. Cavalry het Zuidelijke Cheyenne kamp van stamhoofd Black Kettle (Zwarte Ketel) aanviel, aan de Washita (het tegenwoordige Washita Battlefield National Historic Site bij Cheyenne, Oklahoma in de Verenigde Staten).
Het Cheyenne kamp was de meest geïsoleerde groep (band) van een groot winterkamp langs de rivier van talloze indiaanse groepen, met in totaal duizenden mensen. Custers strijdgroep zou het dorp zijn aangevallen, nadat verkenners het hadden gevonden door een spoor te volgen van een indiaanse groep, die witte kolonisten had overvallen.
Black Kettle en zijn volk leefden in vrede en zochten vrede, zelfs na het Bloedbad van Sand Creek, waarbij onschuldige mensen waren vermoord en op afschuwelijke wijze verminkt. Custers soldaten vermoordden ook ditmaal naast krijgers vrouwen, kinderen en ouderen en namen er daarnaast veel gevangen om als gijzelaars of menselijk schild te dienen.
Over het aantal Cheyenne dat vermoord werd tijdens de aanval zijn sinds de eerste verslagen de meningen verdeeld.

## Geschiedenis

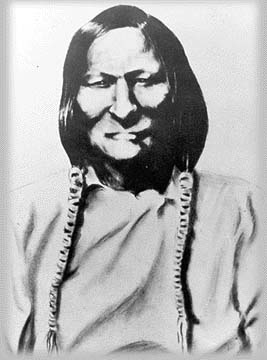
Black Kettle, stamhoofd van de Zuidelijke Cheyenne

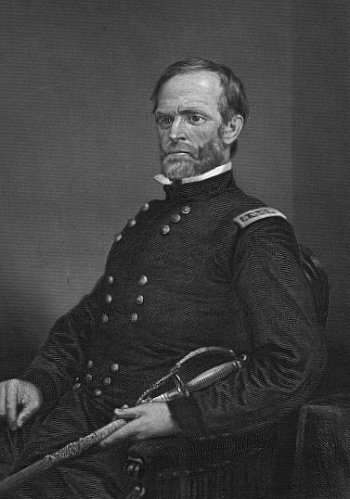
William Tecumseh Sherman

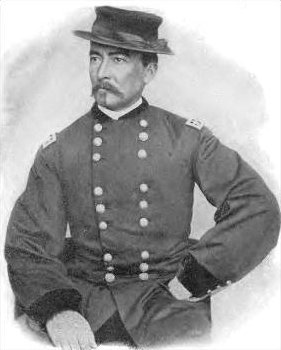
Philip Sheridan

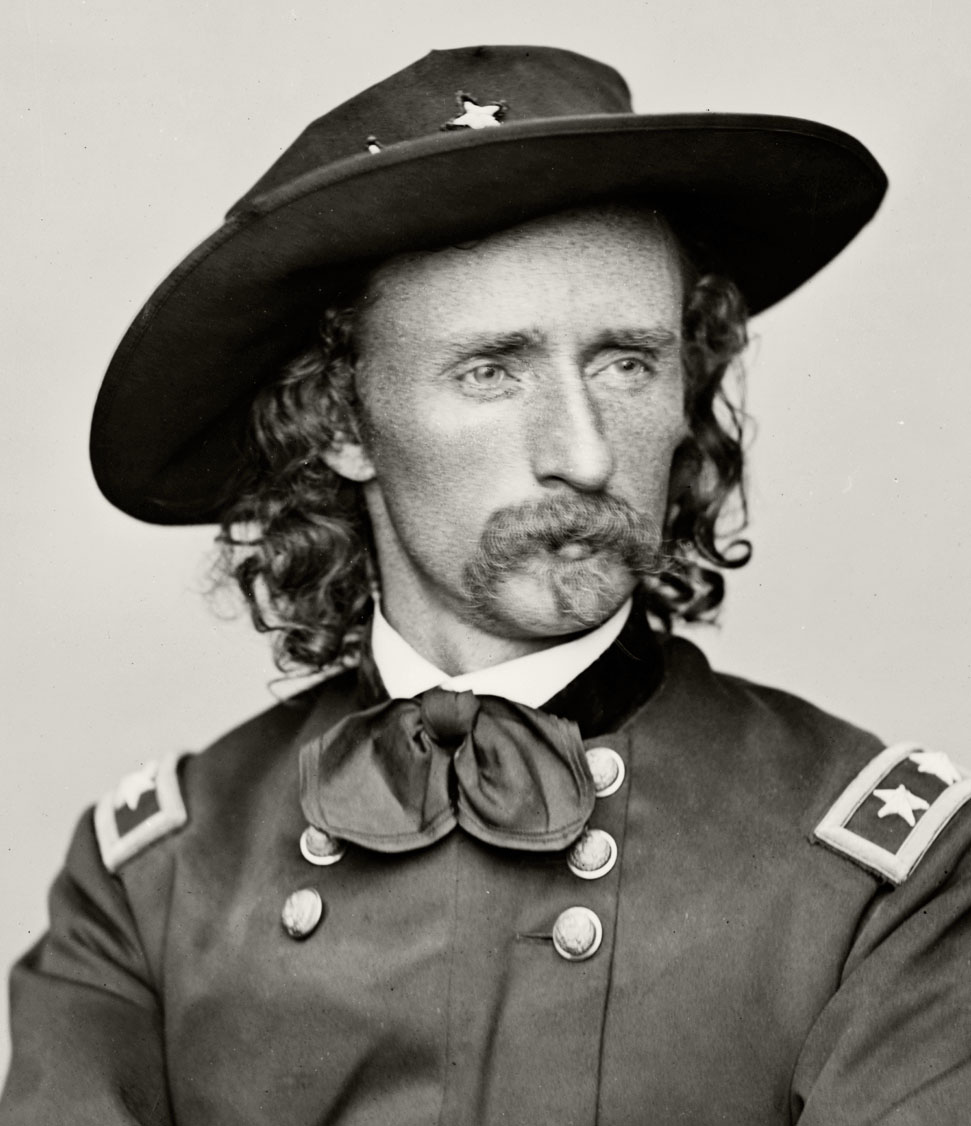
George Armstrong Custer

Na de Slag van Beechers Eiland (Gevecht-Toen-Kromme-Neus-Sneuvelde) tegen Forsyths Verkenners trokken talloze Cheyennes naar het zuiden. Ze zochten hun toevlucht bij hun verwanten beneden de Arkansas. 'Ze beschouwden Zwarte Ketel als een geslagen oude man, maar hij leefde nog en was het opperhoofd van de Zuidelijke Cheyennes.' Ze konden niet weten dat Sheridan een wintercampagne voorbereidde ten zuiden van de Arkansas. Sheridan gaf Custer opdracht de dorpen van de 'wilde' indianen te verwoesten, hoewel de meesten zich gehouden hadden aan de verplichtingen van het verdrag. 'Voor Sheridan was elke indiaan die verzet bood een 'wilde'.'
In de herfst van 1868 sloeg Black Kettle zijn tenten op aan de Washita, 60 km ten oosten van de Antilope-Heuvels. Er keerden jonge krijgers terug uit Kansas. Black Kettle maakte hen grote verwijten, maar vergaf hen en accepteerde hen in zijn dorp.
In november ging het gerucht dat er soldaten onderweg waren en Black Kettle ging met Kleine Mantel en twee leiders van de Arapaho naar Fort Cobb om de commandant, generaal William B. Hazen te ontmoeten. Black Kettle vroeg of hij zijn 180 tipi's naar de veilige omgeving van het fort mocht verplaatsen, maar dat verzoek werd afgewezen. Hazen verzekerde hem dat ze niet zouden worden aangevallen, als ze terugkeerden naar hun dorp. 'Hij schonk zijn bezoekers suiker, koffie en tabak, in de wetenschap dat hij geen van hen ooit zou terugzien. Hij was terdege op de hoogte van Sheridans plannen.' Op 26 november keerde Black Kettle terug. Hij nam zich voor zich niet als bij Sand Creek te laten verrassen en was van plan als er soldaten zouden komen hen met een delegatie tegemoet te treden en hen ervan overtuigen dat er in het dorp slechts vredelievende Cheyennes leefden. De volgende morgen werd er alarm geslagen dat er soldaten in aantocht waren. Black Kettle ging naar de doorwaadbare plaats in de Washita om de soldaten op te wachten, maar die kwamen van vier kanten tegelijk. Custer kwam met een militaire fanfare die 'Garry Owen' speelde. Zwarte Ketel werd met zijn vrouw op hun pony geraakt door kogels. Ze vielen op de grond en de soldaten reden over hen heen. Custer had van Sheridan het bevel gekregen naar het indiaanse winterkamp aan de Washita te trekken om er 'hun dorpen en hun pony's te vernietigen, alle krijgers dood te schieten of te hangen en alle vrouwen en kinderen gevangen te nemen.' Het zou te veel tijd vergen krijgers te scheiden van oude mannen, vrouwen en kinderen en ze doodden hen zonder aanziens des persoons. Ze brachten 103 Cheyennes om het leven, waarvan er 11 krijgers waren en namen 53 vrouwen en kinderen gevangen. Het naburige Arapaho dorp werd op de hoogte gebracht en een grote groep krijgers snelde de weerstand biedende Cheyennes te hulp. Ze overrompelden 19 soldaten onder majoor Joel Elliott en doodden hen. 's Middags kwamen er ook Kiowa en Comanche op het slagveld aan. Custer vertrok met zijn samengedreven gevangenen naar zijn tijdelijke basis, Camp Supply, aan de Canadian. Daar wachtte Sheridan op hem. Trots toonden de overwinnaars de scalp van Zwarte Ketel en de andere omgekomen 'wilden'.
In zijn officiële rapport verheugde Sheridan 'zich er over, dat hij de 'oude Zwarte Ketel... een afgeleefde en waardeloze oude nietsnut... weggevaagd' had.' Sheridan loog dat Zwarte Ketel vóór de slag een vrijgeleide geweigerd zou hebben en zo zou zijn gesneuveld in de strijd. Naast Edward W. Wynkoop stelden andere witten, die Zwarte Ketel gekend en gewaardeerd hadden, Sheridans optreden aan de kaak. Sherman betuigde Sheridan echter zijn steun. Sheridan en Custer marcheerden naar Fort Cobb en eisten vandaar dat de vier stammen in de buurt voor vredesbesprekingen zouden aantreden, anders zouden ze opgejaagd en gedood worden. Eind december kwamen de eerste overlevenden van het Washita-bloedbad te voet in het fort aan, Custer had al hun pony's gedood. Het volk leed honger, Custer had hun wintervoorraden in brand gestoken. Langs de Washita waren geen bizons en ze hadden al hun honden opgegeten. Sheridan bood hen voedsel aan in ruil voor onvoorwaardelijke overgave. Kleine Mantel, na de dood van Black Kettle de erkende leider van de Zuidelijke Cheyennes, wist dat hij geen keus had. Gele Beer van de Arapaho's gaf ook toe. Tosawi van de Comanches gaf zich over en zei: 'Tosawi, goede indiaan'. Daarop sprak Sheridan zijn onsterfelijke woorden: 'De enige goede indianen die ik ooit gezien heb waren dood.' De woorden werden overgeleverd door luitenant Charles Nordstrom en werden later als aforisme in de Amerikaanse taal overgenomen: De enige goede indiaan is een dode indiaan.